# Howard Duff
Howard Green Duff (ur. 24 listopada 1913 w Bremerton, zm. 8 lipca 1990 w Santa Barbara) – amerykański aktor, reżyser, producent filmowy, teatralny, radiowy i telewizyjny. Ma swoją gwiazdę w Hollywoodzkiej Alei Gwiazd.
21 października 1951 roku poślubił aktorkę Idę Lupino, z którą miał córkę Bridget Mirellę (ur. 23 kwietnia 1952 w Los Angeles). Jednak w roku 1984 doszło do rozwodu. W 1986 roku ożenił się z Judy Jenkinson.

## Filmografia

### Filmy fabularne
- 1947: Brutalna siła (Brute Force) jako Robert 'Żołnierz' Becker
- 1948: Nagie miasto (The Naked City) jako Frank Niles
- 1948: Synowie (All My Sons) jako George Deever
- 1949: Johnny Stool Pigeon jako George Morton / Mike Doyle
- 1952: Steel Town jako Jim Denko
- 1953: Jennifer jako Jim Hollis
- 1953: Blackjack Ketchum, Desperado jako Tom 'Blackjack' Ketchum
- 1956: Gdy miasto śpi (While the City Sleeps) jako porucznik Burt Kaufman
- 1962: Chłopcy wychodzą na noc (Boys' Night Out) jako Doug Jackson
- 1977: Ostatni seans (The Late Show) jako Harry Regan
- 1978: Dzień weselny (A Wedding) jako dr Jules Meecham
- 1979: Sprawa Kramerów (Kramer vs. Kramer) jako John Shaunessy
- 1980: O mój Boże (księga II) (Oh, God! Book II) jako dr Benjamin Charles Whitley
- 1980: Sprzedawcy marzeń (The Dream Merchants) jako Charles Slade
- 1986: Potwór w szafie (Monster in the Closet) jako ks. Finnegan
- 1987: Bez wyjścia (No Way Out) jako senator William Duvall
- 1991: Za dużo słońca (Too Much Sun) jako O.M.

### Seriale TV
- 1951: Schlitz Playhouse of Stars
- 1954: Climax! jako dr John C. Clark
- 1957–1958: Mr. Adams and Eve jako Howard Adams
- 1959: Bonanza jako Samuel Clemens / Mark Twain
- 1960–1961: Dante jako Willie Dante
- 1962: Spotkanie z Alfredem Hitchcockiem jako Peter Harding
- 1962: The Virginian jako Ed Frazer / Stuart Masters
- 1963: Sam Benedict jako Gregory Tyler
- 1966: Batman jako detektyw Sam Stone
- 1968: Batman jako Cabala
- 1972: Ulice San Francisco jako Larry Dobbs
- 1974: Kung Fu jako pan Jenkins / Noah Fleck
- 1973–1977: Police Story jako DeHart
- 1977: Prywatny detektyw Jim Rockford (The Rockford Files) jako Edward J. Marks
- 1978: Fantastyczna wyspa (Fantasy Island) jako Douglas Shane
- 1980: Aniołki Charliego jako Harrigan
- 1981: Na wschód od Edenu (East of Eden) jako Jules Edwards
- 1981–1982: Flamingo Road jako szeryf Titus Semple
- 1982: Statek miłości jako Glen Leciter
- 1984: Hotel jako Byron Comstock
- 1984: Hotel jako Adam Korsak
- 1984: Napisała: Morderstwo jako Ralph / Stephen Earl
- 1984–1990: Knots Landing jako Paul Galveston
- 1985: Strach na wróble i pani King (Scarecrow and Mrs. King) jako kpt. Harry V. Thornton
- 1987: Strach na wróble i pani King (Scarecrow and Mrs. King) jako Harry Thornton
- 1988: Wojna i pamięć (War and Remembrance) jako William Tuttle
- 1988: Dallas jako senator Henry Harrison O’Dell
- 1988: Magnum jako kpt. Thomas Sullivan Magnum I
- 1990: Złotka (Golden Girls) jako Montgomery Carson